# Alba amicorum van Joanna en Iohanna Bentinck
De album amicorum van Joanna Bentinck (ca. 1562-na 1633) en haar jongere nichtje Iohanna Bentinck  (1580-1652) zijn drie vrouwenalba amicorum (vriendenboekjes) uit de late zestiende en vroege zeventiende eeuw.
Ze bevinden zich in de collectie Van Spaen bij de Hoge Raad van Adel in Den Haag.  Historici en letterkundigen zijn er lang vanuit gegaan dat de drie banden oorspronkelijk dezelfde eigenaar hadden: Joanna Bentinck, een jonge adellijke vrouw die opgroeide op huis Werkeren in Salland. Sinds 2017 is echter duidelijk dat het derde album is aangelegd door Joanna's gelijknamige nichtje Iohanna Bentinck. Binnen het Nederlandse corpus van vrouwenalba amicorum neemt met name het tweede album van Joanna Bentinck een bijzondere positie in, omdat hierin een onbekende veelvuldig commentaar levert op gedichten en andere bijdragen die huwelijkskandidaten in het album schreven.